# Squadra kirghisa di Coppa Davis
La squadra kirghisa di Coppa Davis rappresenta il Kirghizistan nella Coppa Davis, ed è posta sotto l'egida della Federazione Tennis del Kirghizistan.
La squadra ha esordito nel 2002 e ad oggi il suo miglior risultato è il raggiungimento del Gruppo III della zona Asia/Oceania. Prima del 1992 i tennisti kirghisi erano selezionabili per la squadra sovietica.

## Organico 2011
Aggiornato al match delle fasi zonali contro l'Iraq del 16 aprile 2011. Fra parentesi il ranking del giocatore nel momento della disputa degli incontri.
- Daniiar Duldaev (ATP #)
- Denis Surotin (ATP doppio #1195)
- Evgeniy Babak (ATP #)